# Honda Civic
Honda Civic là một dòng xe ô tô được phát triển và sản xuất bởi tập đoàn Honda. Đây là một trong những dòng xe bán chạy nhất trong lịch sử với hơn 27 triệu chiếc tính đến năm 2021.
Civic được giới thiệu lần đầu vào tháng 7 năm 1972 với phiên bản coupe hai cửa, sau đó là phiên bản hatchback ba cửa vào tháng 9 cùng năm. Những thế hệ ban đầu của Civic nổi tiếng nhờ khả năng tiết kiệm nhiên liệu, đáng tin cậy và thân thiện với môi trường. Về sau, các phiên bản mới hơn thường được biết đến với hiệu suất tốt và phong cách thể thao, đặc biệt là các phiên bản Civic Si, SiR và Type R.
Civic được thay đổi nhãn mác cho nhiều thị trường quốc tế ví dụ như với nhiều mẫu dưới tên Honda Ballade và Honda Domani/Acura EL. Khung gầm của Civic được ứng dụng cho nhiều mẫu xe như CR-X sport compact, CR-X del Sol targa convertible, và mẫu thể thao đa dụng cỡ nhỏ Honda CR-V.